# Insekticid
Insekticidi su kemijska otrovna sredstva koja se koriste protiv štetnih kukaca. Ova sredstva imaju široku primjenu u poljoprivredi, medicini, industriji i dr. Smatra se da su insekticidi jedan od glavnih faktora koji su doprinijeli povećanju poljoprivredne produktivnosti u 20. stoljeću.

### Sastav
U sastav insekticida, radi uštede i boljeg raspršivanja, obično se otrovnim tvarima dodaje neki "nosač", najčešće talk, kaolin ili voda. Insekticidi također sadrže i pomoćne tvari koje osiguravaju kvašenje, trajanje i lebdenje u vodi.

### Vrste insekticida
Prema fizičkom stanju u trenutku primjene, insekticidi se dijele na:
- Čvrste (praškaste)
- Tekuće
- Plinovite

Prema toksičnom djelovanju na kukce, razlikujemo:
- Utrobne (unutarnje) otrove
- Dodirne (kontaktne) otrove
- Plinovite otrove
- Sistemične otrove

Neki insekticidi su polivalentni, što znači da istovremeno djeluju utrobno, kontaktno i fumigantno.

### Mehanizam djelovanja
Insekticidi ubijaju kukce uglavnom djelujući na njihov središnji živčani sustav. Na primjer, žohar ne ugiba od izravnih posljedica trovanja, već zato što se prevrne na leđa i ne može se ponovno uspraviti.

### Posebne vrste insekticida
- Ovicidi: koriste se protiv jaja kukaca
- Larvicidi: koriste se protiv larvi kukaca

### Utjecaj na okoliš
Gotovo svi insekticidi imaju potencijal značajno promijeniti ekosustave. Mnogi su toksični za ljude i/ili životinje, a neki se koncentriraju šireći se duž prehrambenog lanca.

### Repelentni i nerepelentni insekticidi
Insekticidi mogu biti repelentni ili nerepelentni. Društveni kukci poput mrava ne mogu detektirati nerepelente i lako puze kroz njih. Kada se vrate u gnijezdo, sa sobom prenose insekticid i izlažu ostale stanovnike gnijezda. Vremenom ovo eliminira sve mrave, uključujući i maticu. Ovaj proces je sporiji od nekih drugih metoda, ali obično u potpunosti iskorjenjuje koloniju mrava.